# بافلو
بافلو، مينيسوتا تقع على بعد 45 دقيقة من شمال غرب منيابولس في مقاطعة رايت، مينيسوتا . بلغ عدد سكانها 10097 في تعداد عام 2000. ووفقا لتقديرات تعداد سكان الولايات المتحدة الأمريكية عام 2008 زاد عدد السكان إلى أكثر من 14222.

## التركيبة السكانية
حدّد مكتب تعداد الولايات المتحدة بيانات التركيبة السكانية لبافلو في تعداد الولايات المتحدة. في ما يلي، التركيبة السكانية حسب تعدادي 2000 و2010.

### تعداد عام 2000
بلغ عدد سكان بافلو 10,097 نسمة بحسب تعداد عام 2000، وبلغ عدد الأسر 3,702 أسرة وعدد العائلات 2,585 عائلة مقيمة في المدينة. في حين سجلت الكثافة السكانية 394 نسمة لكل كيلومتر مربع (1,020.5/ميل2). وبلغ عدد الوحدات السكنية 3,871 وحدة بمتوسط كثافة قدره 151 لكل كيلومتر مربع (391.1/ميل2).
وتوزع التركيب العرقي للمدينة بنسبة 96.74% من البيض و0.52% من الأمريكيين الأفارقة و0.49% من الأمريكيين الأصليين و0.67% من الأمريكيين ذوي الأصول الآسيوية و0.31% من الأعراق الأخرى و1.27% من عرقين مختلطين أو أكثر و1.11% من الهسبانيون أو اللاتينيون من أي عرق.
بلغ عدد الأسر 3,702 أسرة كانت نسبة 41.4% منها لديها أطفال تحت سن الثامنة عشر تعيش معهم، وبلغت نسبة الأزواج القاطنين مع بعضهم البعض 55.9% من أصل المجموع الكلي للأسر، ونسبة 10.6% من الأسر كان لديها معيلات من الإناث دون وجود شريك، بينما كانت نسبة 3.3% من الأسر لديها معيلون من الذكور دون وجود شريكة وكانت نسبة 30.2% من غير العائلات. تألفت نسبة 24.9% من أصل جميع الأسر من عدة أفراد يعيشون في نفس المنزل ونسبة 9.9% كانت تتألف من شخص يعيش بمفرده يبلغ من العمر 65 عاماً أو أكثر. وبلغ متوسط حجم الأسرة المعيشية 2.63، أما متوسط حجم العائلات فبلغ 3.17.
بلغ العمر الوسطي للسكان 32.1 عاماً. وكانت نسبة 29.2% من القاطنين تحت سن الثامنة عشر، وكانت نسبة 8.4% بين الثامنة عشر والرابعة والعشرين عاماً، ونسبة 32% كانت واقعةً في الفئة العمرية ما بين الخامسة والعشرين والرابعة والأربعين عاماً، ونسبة 17.8% كانت ما بين الخامسة والأربعين والرابعة والستين، ونسبة 9.2% كانت ضمن فئة الخامسة والستين عاماً فما فوق. يوجد لكل 100 أنثى 96.8 ذكر، ويوجد لكل 100 أنثى في الثامنة عشر من عمرها فما فوق 92.3 ذكر.
بلغ متوسط دخل الأسرة في المدينة 49,573 دولارًا، أما متوسط دخل العائلة فبلغ 59,250 دولارًا. وكان متوسط دخل الذكور 39,960 دولارًا مقابل 27,793 دولارًا للإناث. وسجل دخل الفرد الخاص بالمدينة 21,424 دولارًا. وكانت نسبة 4.6% من العائلات ونسبة 5.1% من السكان تحت خط الفقر، وكان من هؤلاء نسبة 6.4% تحت سن الثامنة عشر ونسبة 5.1% في الخامسة والستين من العمر وما فوق.

### تعداد عام 2010
بلغ عدد سكان بافلو 15,453 نسمة بحسب تعداد عام 2010، وبلغ عدد الأسر 5,699 أسرة وعدد العائلات 3,970 عائلة مقيمة في المدينة. في حين سجلت الكثافة السكانية 602.9 نسمة لكل كيلومتر مربع (1,561.5/ميل2). وبلغ عدد الوحدات السكنية 6,044 وحدة بمتوسط كثافة قدره 235.8 لكل كيلومتر مربع (610.7/ميل2).
وتوزع التركيب العرقي للمدينة بنسبة 95.09% من البيض و0.78% من الأمريكيين الأفارقة و0.52% من الأمريكيين الأصليين و0.89% من الأمريكيين ذوي الأصول الآسيوية و0.04% من سكان جزر المحيط الهادئ و0.71% من الأعراق الأخرى و1.97% من عرقين مختلطين أو أكثر و2.77% من الهسبانيون أو اللاتينيون من أي عرق.
بلغ عدد الأسر 5,699 أسرة كانت نسبة 41% منها لديها أطفال تحت سن الثامنة عشر تعيش معهم، وبلغت نسبة الأزواج القاطنين مع بعضهم البعض 54.3% من أصل المجموع الكلي للأسر، ونسبة 10.9% من الأسر كان لديها معيلات من الإناث دون وجود شريك، بينما كانت نسبة 4.5% من الأسر لديها معيلون من الذكور دون وجود شريكة وكانت نسبة 30.3% من غير العائلات. تألفت نسبة 24.9% من أصل جميع الأسر من عدة أفراد يعيشون في نفس المنزل ونسبة 9.7% كانت تتألف من شخص يعيش بمفرده يبلغ من العمر 65 عاماً أو أكثر. وبلغ متوسط حجم الأسرة المعيشية 2.64، أما متوسط حجم العائلات فبلغ 3.17.
بلغ العمر الوسطي للسكان 34.3 عاماً. وكانت نسبة 29.7% من القاطنين تحت سن الثامنة عشر، وكانت نسبة 6.5% بين الثامنة عشر والرابعة والعشرين عاماً، ونسبة 30.3% كانت واقعةً في الفئة العمرية ما بين الخامسة والعشرين والرابعة والأربعين عاماً، ونسبة 21.6% كانت ما بين الخامسة والأربعين والرابعة والستين، ونسبة 11.8% كانت ضمن فئة الخامسة والستين عاماً فما فوق. وتوزع التركيب الجنسي للسكان بنسبة 48.5% ذكور و51.5% إناث.